# Megascops vermiculatus
Megascops vermiculatus är en fågel i familjen ugglor inom ordningen ugglefåglar. Den behandlas oftast som underart till vattrad skrikuv (M. guatemalae).

## Utbredning och systematik
Fågeln förekommer i östra Nicaragua, Costa Rica och västra Panama, med oklar status i nordvästra Colombia och norra Venezuela. Den behandlas som monotypisk, det vill säga att den inte delas in i några underarter. Vanligen kategoriseras den som underart till vattrad skrikuv (M. guatemalae), men urskiljs som egen art av Birdlife International och IUCN som också inkluderar bergskrikuv och chocóskrikuv i arten.

## Status
IUCN, som också inkluderar chocóskrikuv och bergskrikuv, kategoriserar arten som livskraftig.